# Brevitubus pinglong
Espèce
Synonymes
- Otacilia pinglong Liang, Li, Yin, Li & Xu, 2021

Brevitubus pinglong est une espèce d'araignées aranéomorphes de la famille des Phrurolithidae.

## Distribution
Cette espèce est endémique du Guangxi en Chine,. Elle se rencontre dans le xian de Shangsi.

## Description
La femelle holotype mesure 4,28 mm.

## Systématique et taxinomie
Cette espèce a été décrite sous le protonyme Otacilia pinglong par Liang, Li, Yin, Li et Xu en 2021. Elle est placée dans le genre Brevitubus par Zhu, Liao, Yin et Xu en 2025.

## Publication originale
- Liang, Li, Yin, Li & Xu, 2021 : « Two new species of the genus Otacilia from southern China (Araneae, Phrurolithidae). » Arachnologica Sinica, vol. 30, no 2, p. 99-105.